# Ariamnes russulus
Ariamnes russulus là một loài nhện trong họ Theridiidae.
Loài này thuộc chi Ariamnes. Ariamnes russulus được Eugène Simon miêu tả năm 1903.